# Gente Menuda
Gente Menuda fue un suplemento infantil del diario ABC, creado por Torcuato Luca de Tena y editado originariamente por Prensa Española desde 1906 a 1910. Vivió luego varias etapas como revista independiente, suplemento de Blanco y negro o Los Domingos de ABC, dedicando la mayor parte de su espacio a historietas, siempre dirigidas a la infancia.

## Trayectoria

### Primera época
Gente Menuda fue primero un suplemento del diario ABC, antes de aparecer como revista independiente. En ella se aprecia el paso de la concepción didáctica y moralizante de estas publicaciones, propia del siglo XIX, hacia otra más lúdica y recreativa, en la que la imagen ha adquirido preponderancia. Constituyó entonces, en palabras del crítico Jesús Cuadrado, el más fundamental y exquisito suplemento infantil.
| Fecha | Números | Título                | Autoría | Procedencia |
| ----- | ------- | --------------------- | ------- | ----------- |
| 1908  |         | El diablo de Periquín | Atiza   | Nueva       |

### Segunda época (1976-1978)
Como suplemento de Los Domingos de ABC, incluyó series como Dick, el artillero de Alfredo Grassi/José Luis Salinas, Flash Gordon o Pinín de  Alfonso Iglesias. Destacaron las adaptaciones de las series de animación televisivas más populares: Heidi y Vickie el vikingo.
| Fecha | Números | Título          | Historieta de "continuará" | Autoría          | Procedencia                        |
| ----- | ------- | --------------- | -------------------------- | ---------------- | ---------------------------------- |
|       | 67      | Mágica Aventura |                            |                  | Adaptación de la película homónima |
|       | 67      | Pinín           | En los Mundiales de fútbol | Alfonso Iglesias |                                    |

### Tercera época (1989-1999)
Este suplemento de la revista Blanco y Negro incluyó historietas de Blueberry, Conan o Mortadelo y Filemón. Estos últimos ocuparon muchas de las portadas.Con licencias de varias editoriales como: Ediciones B, Ediciones Fórum y Grijalbo-Dargaud.
| Números   | Fecha                  | Título                              | Historieta de "continuará"           | Autoría                          | Procedencia                                         |
| --------- | ---------------------- | ----------------------------------- | ------------------------------------ | -------------------------------- | --------------------------------------------------- |
| 1 a 22    | 19/11/1989- 15/04/1990 | Mortadelo y Filemón                 | La caja de los diez cerrojos         | F. Ibáñez                        | Mortadelo nº 20 a 30                                |
| 1         | 19/11/1989-            | La espada salvaje de Conan          | Sombras en Zamboula                  | Roy Thomas/Neal Adams            | Savage Sword of Conan nº 14                         |
| 1 a 33    | 19/11/1989- 01/07/1990 | El Capitán Trueno                   | En Extremo Oriente                   |                                  |                                                     |
| 1 a 31    | 19/11/1989- 17/06/1990 | Superlópez                          | El Señor de los chupetes             | Jan                              | Mortadelo Especial nº 96 a 103                      |
| 32 a 62   | 24/06/1990- 20/01/1991 | Superlópez                          | Aventuras de Superlópez              | Jan y Efepé                      |                                                     |
| 63 a 94   | 27/01/1991- 01/09/1991 | Superlópez                          | El Supergrupo                        | Jan y Efepé                      |                                                     |
| 95 a 128  | 08/09/1991- 26/04/1992 | Superlópez                          | ¡Todos contra uno, uno contra todos! | Jan y Efepé                      |                                                     |
| 129 a 161 | 08/09/1991- 13/12/1992 | Superlópez                          | La caja de pandora                   | Jan                              |                                                     |
| 162 a 192 | 20/12/1992- 18/07/1993 | Superlópez                          | La gran superproducción              | Jan                              |                                                     |
| 193 a 223 | 25/07/1993- 20/02/1994 | Superlópez                          | Al centro de la Tierra               | Jan                              |                                                     |
| 224 a 231 | 27/02/1994- 17/04/1994 | Superlópez                          | Petisoperías                         | Jan                              |                                                     |
| 232 a 239 | 24/04/1994- 12/06/1994 | Superlópez                          | Una vez, en una ciudad...            | Jan                              |                                                     |
| 240 a 262 | 19/06/1994- 20/11/1994 | Superlópez                          | Periplo búlgaro                      | Jan                              |                                                     |
| 263 a 264 | 27/11/1994- 04/12/1994 | Superlópez                          | Cuando la suerte acecha...           | Jan                              | Revista Superlópez de Ediciones B. Números 30 y 31. |
| 265 a 287 | 11/12/1994- 14/05/1995 | Superlópez                          | Cachabolik Blues Rock                | Jan                              |                                                     |
| 288 a 295 | 21/05/1995- 09/07/1995 | Superlópez                          | El fantasma del museo del Prado      | Jan                              |                                                     |
| 296 a 326 | 16/07/1995- 11/02/1996 | Superlópez                          | La semana más larga                  | Jan                              |                                                     |
| 1         | 19/11/1989-            | Una aventura del Teniente Blueberry | Nariz Rota                           | Jean-Michel Charlier/Jean Giraud |                                                     |
| 1         | 19/11/1989-            | Spider-Man                          | El juego más divertido               | Louise Simonson/Mary Wilshire    | Amazing Spider-Man                                  |
| 1         | 19/11/1989-            | Zipi y Zape                         |                                      | Escobar                          |                                                     |
| 1         | 19/11/1989-            | The Adventures of Tintin            | Destination Moon                     | Hergé                            | Tintín                                              |